# 和泉が丘
和泉が丘（いずみがおか）は神奈川県横浜市泉区の町名。現行行政地名は和泉が丘一丁目から和泉が丘三丁目。住居表示実施済み区域。

## 地理
泉区の南部に位置し、大半が和泉町と接しているが、東に中田西、北東に和泉中央南、南に下和泉と接している。

### 地価
住宅地の地価は、2024年（令和6年）7月1日の神奈川県地価調査によれば、和泉が丘2-20-5の地点で19万5000円/m²となっている。

## 歴史

### 沿革
- 2013年（平成25年）10月21日 - 住居表示の実施（泉区和泉町第二次地区）[7]に伴い、和泉町の一部から和泉が丘一丁目、和泉が丘二丁目、和泉が丘三丁目を新設する[8]。

## 世帯数と人口
2025年（令和7年）6月30日現在（横浜市発表）の世帯数と人口は以下の通りである。
| 丁目           | 世帯数    | 人口    |
| -------------- | --------- | ------- |
| 和泉が丘一丁目 | 891世帯   | 1,838人 |
| 和泉が丘二丁目 | 759世帯   | 1,602人 |
| 和泉が丘三丁目 | 769世帯   | 1,527人 |
| 計             | 2,419世帯 | 4,967人 |

### 人口の変遷
国勢調査による人口の推移。
| 年                 | 人口  |
| ------------------ | ----- |
| 2015年（平成27年） | 4,980 |
| 2020年（令和2年）  | 4,901 |

### 世帯数の変遷
国勢調査による世帯数の推移。
| 年                 | 世帯数 |
| ------------------ | ------ |
| 2015年（平成27年） | 1,985  |
| 2020年（令和2年）  | 2,028  |

## 学区
市立小・中学校に通う場合、学区は以下の通りとなる（2024年11月時点）。
| 丁目           | 番・番地等       | 小学校               | 中学校               |
| -------------- | ---------------- | -------------------- | -------------------- |
| 和泉が丘一丁目 | 2〜3番           | 横浜市立伊勢山小学校 | 横浜市立泉が丘中学校 |
| 和泉が丘一丁目 | 1番 4〜42番      | 横浜市立下和泉小学校 | 横浜市立泉が丘中学校 |
| 和泉が丘二丁目 | 全域             | 横浜市立下和泉小学校 | 横浜市立泉が丘中学校 |
| 和泉が丘三丁目 | 5〜33番 39〜40番 | 横浜市立下和泉小学校 | 横浜市立泉が丘中学校 |
| 和泉が丘三丁目 | 1〜4番 34〜38番  | 横浜市立伊勢山小学校 | 横浜市立泉が丘中学校 |

## 事業所
2021年（令和3年）現在の経済センサス調査による事業所数と従業員数は以下の通りである。
| 丁目           | 事業所数  | 従業員数 |
| -------------- | --------- | -------- |
| 和泉が丘一丁目 | 44事業所  | 270人    |
| 和泉が丘二丁目 | 38事業所  | 241人    |
| 和泉が丘三丁目 | 24事業所  | 192人    |
| 計             | 106事業所 | 703人    |

### 事業者数の変遷
経済センサスによる事業所数の推移。
| 年                 | 事業者数 |
| ------------------ | -------- |
| 2016年（平成28年） | 90       |
| 2021年（令和3年）  | 106      |

### 従業員数の変遷
経済センサスによる従業員数の推移。
| 年                 | 従業員数 |
| ------------------ | -------- |
| 2016年（平成28年） | 664      |
| 2021年（令和3年）  | 703      |

## 施設
- 横浜市立泉が丘中学校
- 横浜和泉南郵便局
- 横浜市下和泉地区センター

## その他

### 日本郵便
- 郵便番号 : 245-0022[4]（集配局：横浜泉郵便局[14]）

### 警察
町内の警察の管轄区域は以下の通りである。
| 番・番地等 | 警察署   | 交番・駐在所 |
| ---------- | -------- | ------------ |
| 全域       | 泉警察署 | 下和泉交番   |